# Diplocirrus incognitus
Diplocirrus incognitus är en ringmaskart som beskrevs av Iain Darbyshire och Mackie 2009. Diplocirrus incognitus ingår i släktet Diplocirrus och familjen Flabelligeridae. Inga underarter finns listade i Catalogue of Life.

## Bildgalleri

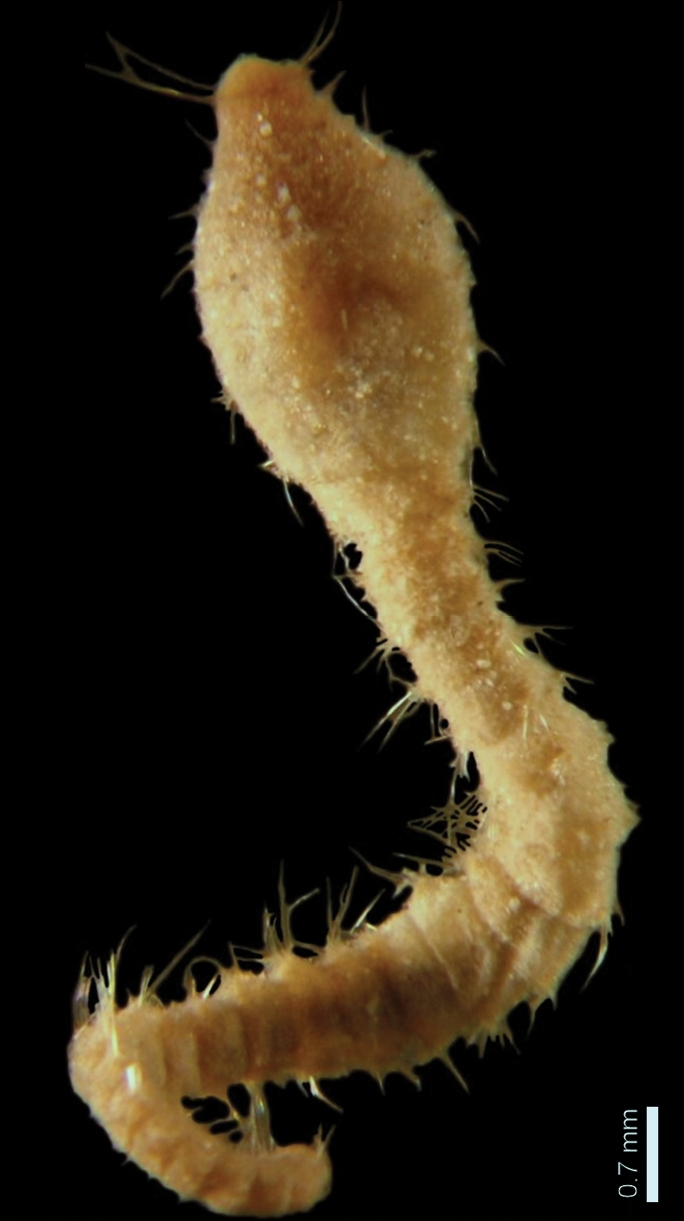
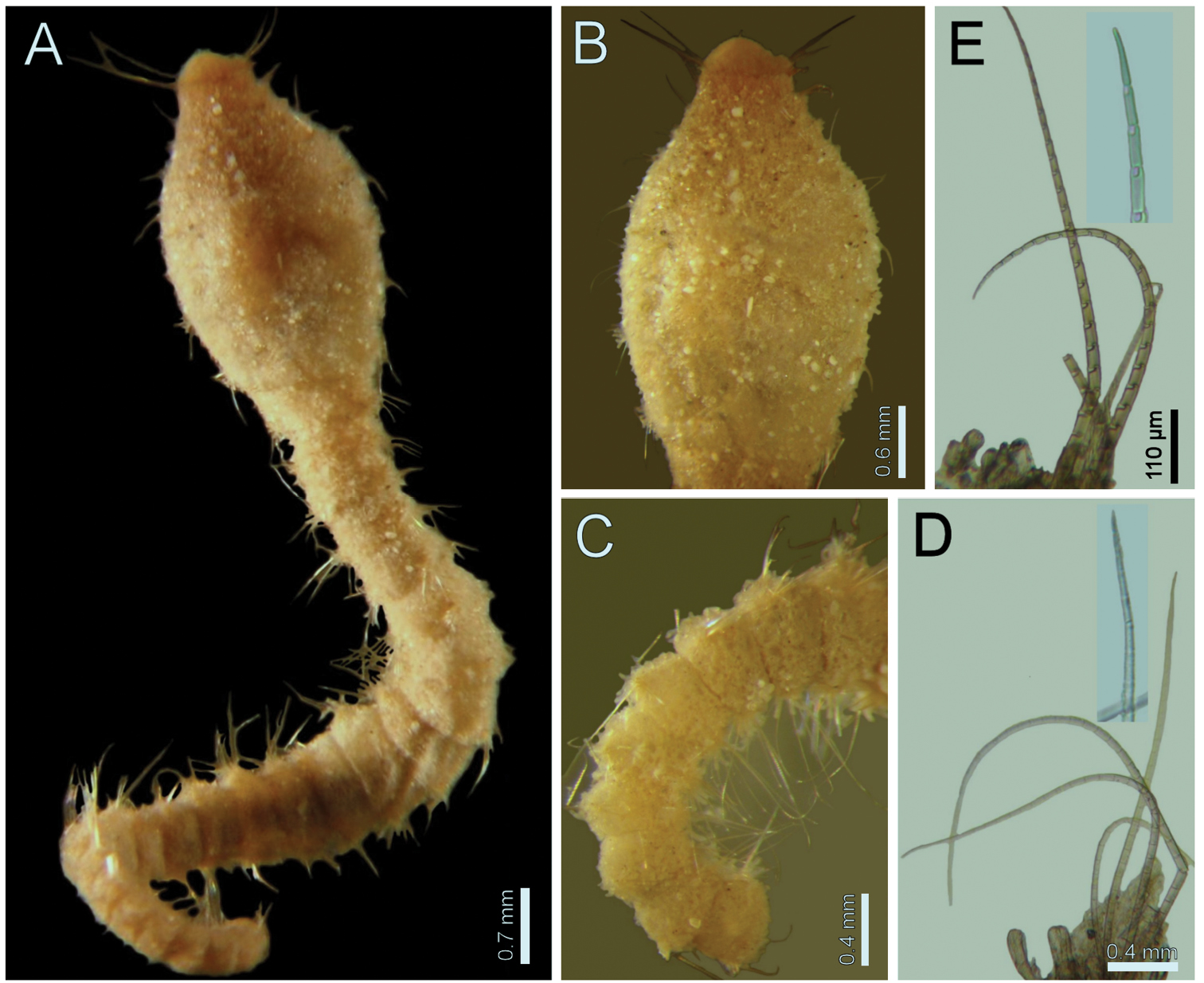